# Fischbacher Felsen
Koordinaten: 49° 45′ 3″ N, 7° 22′ 12″ O
Das Naturschutzgebiet Fischbacher Felsen liegt im Landkreis Birkenfeld in Rheinland-Pfalz. Das etwa 47,8 ha große Gebiet, das im Jahr 1987 unter Naturschutz gestellt wurde, erstreckt sich nordwestlich der Ortsgemeinde Fischbach entlang des am südlichen Rand fließenden Fischbachs und der am südlichen Rand verlaufenden Landesstraße L 160. Schutzzweck ist die Sicherung des Berghanges mit seinen Felspartien zur Erhaltung bestandsbedrohter Pflanzen und Pflanzengesellschaften, aus wissenschaftlichen Gründen und wegen seiner besonderen Eigenart und hervorragenden Schönheit.